# Santa Lúcia (São Paulo)
Santa Lúcia é um município brasileiro do estado de São Paulo. Sua população estimada em 2024 era de 7.181 habitantes.

## História
Até 1907, só existiam algumas casas de comércio e não era possível desenvolver-se a povoação devido a não haver acordo para a venda de terrenos. Nesse ano, por iniciativa do Sr. Bento de Abreu Sampaio Vidal, os senhores Ângelo Buttignon; Caetano Pescuzzi; Joaquim Carvalho de Oliveira; Cel. José Xavier de Mendonça (filho de Dona Luciana Machado de Campos – proprietária das terras); Capitão José Xavier de Mendonça Filho; João Borba; Andrelino Correa; Cel. Luiz Pinto Ferraz; Capitão Augusto Simões Duarte compraram terras de dona Luciana, e dividiram em lotes e ruas, pelo Dr. Jorge Ramos. E assim nasceu Santa Lúcia. Os primeiros a abrirem fazendas de café, foram Luiz Caetano de Sampaio, Ten Antonio José Batista, Inácio José Batista, Germano Xavier de Mendonça, Luiz Pinto Ferraz (o velho), Joaquim Carvalho de Oliveira, Cândido Mariano Borba, Sebastião Domingues da Silva e Cel. Joaquim Duarte Pinto Ferraz.
Santa Lúcia, nome escolhido em homenagem a sua proprietária Luciana Machado de Campos. Dona Luciana era filha de Francisco Antonio Machado e de Lucrécia Maria do Rosário. Era natural de Minas Gerais e viúva de Germano Xavier de Mendonça. Faleceu no dia 3 de novembro de 1906, na Fazenda Anhumas, sendo sepultada no Cemitério São Bento de Araraquara.
Por não haver no Calendário Religioso, santa com o nome de Luciana, optou-se por Santa Lúcia. Foi fundada em 07/04/1907, com o lançamento da pedra fundamental da atual Igreja Matriz, cuja padroeira é Santa Luzia, rezando missa campal e fazendo a benção, o Vigário de Araraquara Pe. Antonio Cesarino.
Em 19 de dezembro de 1910 a povoação foi elevada a Distrito de Paz, pelo Decreto nº 1227, de 19/12/1910, tendo se emancipado do Município de Araraquara, em 1º de janeiro de 1959, pelas disposições da Lei nº 5285, de 18 de fevereiro de 1959. Para a emancipação foi formada uma comissão para promover a emancipação.

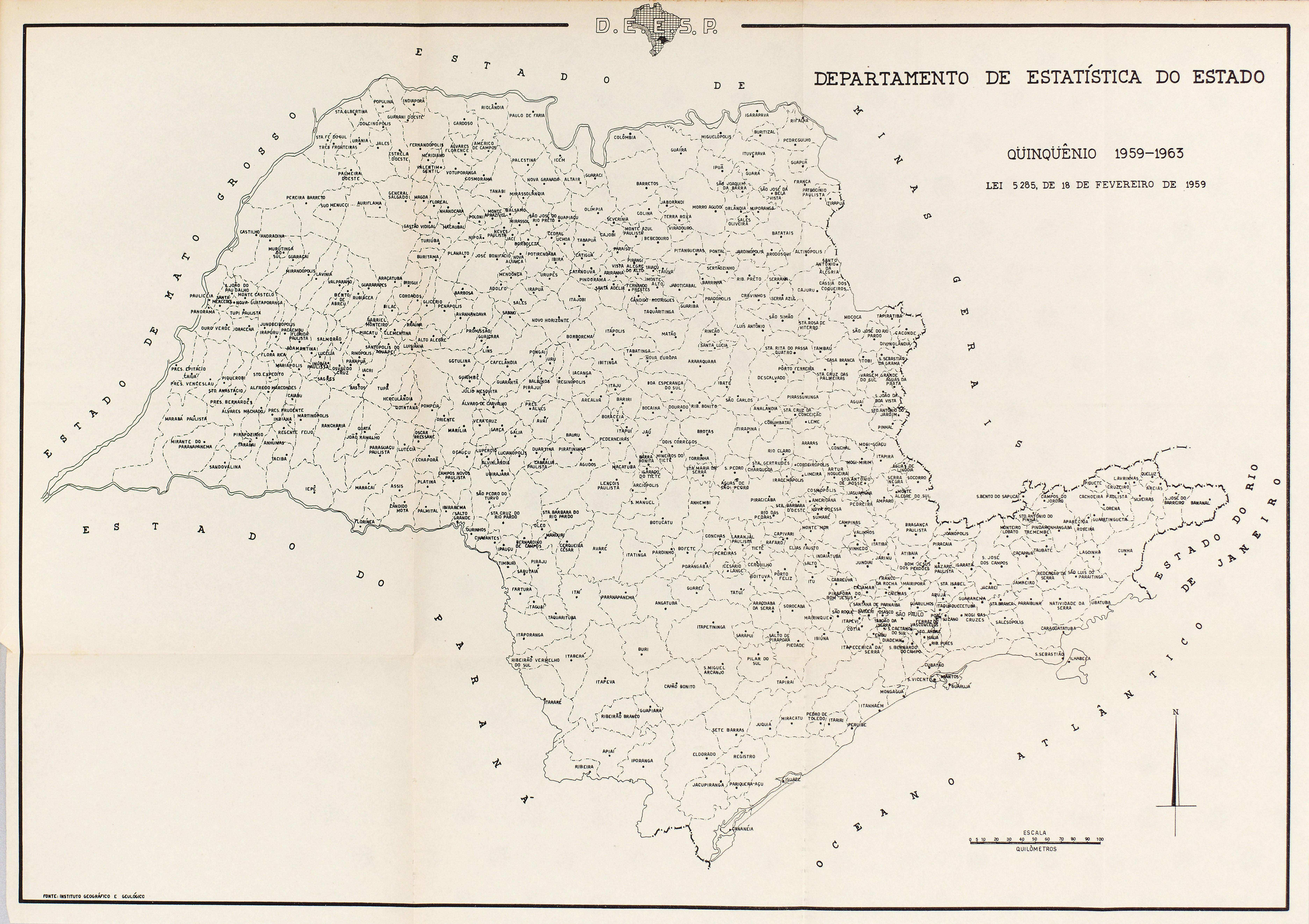
Estado de São Paulo (1959).

O artigo 39 daquela lei estabeleceu efeito retroativo a 1º de janeiro de 1959. Assim em outubro daquele ano foram realizadas eleições para a regular constituição dos poderes Executivo e Legislativo.
Iniciou as atividades municipais no dia 1º de janeiro de 1960, sendo 1º prefeito o Professor Jayme Calvo que administrou o Município de 1º de janeiro de 1960 a 31 de dezembro de 1963. O 1º Vice-Prefeito foi o Sr. Geraldo Marani.
Santa Lúcia foi denominada “Cidade das Palmeiras”, pela Lei nº 135, de 22 de novembro de 1967, devido ao grande número de palmeiras imperiais, plantadas nas principais avenidas da cidade, cujas primeiras mudas foram trazidas do Jardim Botânico do Rio de Janeiro, pelo Sr. Bento de Abreu Sampaio Vidal, proprietário da Usina Maria Isabel (hoje desativada), na Fazenda Alpes. (Fonte site da Prefeitura Municipal de Santa Lúcia)

## Geografia
Localiza-se a uma latitude 21º41'06" sul e a uma longitude 48º05'03" oeste, estando a uma altitude de 705 metros. Possui uma área de 152,314 km².

### Hidrografia
- Rio Moji-Guaçu

### Rodovias
- SP-255
- SP-257

### Ferrovias
- Linha Tronco da Companhia Paulista de Estradas de Ferro[5][6][7]

## Demografia

### População
| Crescimento populacional                             | Crescimento populacional | Crescimento populacional | Crescimento populacional |
| Ano                                                  | População Total          |                          | %±                       |
| ---------------------------------------------------- | ------------------------ | ------------------------ | ------------------------ |
| 1960                                                 | 3 378                    |                          | —                        |
| 1970                                                 | 4 347                    |                          | 28,7%                    |
| 1980                                                 | 5 038                    |                          | 15,9%                    |
| 1991                                                 | 6 284                    |                          | 24,7%                    |
| 2000                                                 | 7 853                    |                          | 25,0%                    |
| 2010                                                 | 8 248                    |                          | 5,0%                     |
| 2022                                                 | 7 149                    |                          | −13,3%                   |
| Est. 2024                                            | 7 181                    | [ 8 ]                    | 0,4%                     |
| Fontes: Censos Demográficos IBGE e Estimativas SEADE |                          |                          |                          |

### Dados demográficos
Dados do Censo - 2000
População Total: 7.853
- Urbana: 7.045
- Rural: 808
- Homens: 4.059
- Mulheres: 3.794

Densidade demográfica (hab./km²): 51,56
Mortalidade infantil até 1 ano (por mil): 7,63
Expectativa de vida (anos): 72

## Política e administração
- Prefeito: Antonio Carlos Abuabud Junior (PT)
- Vice-prefeito: Guilherme Maluli Zunareli (PP)
- Presidente da câmara: Luciano José Lemos Margionte (PP)

## Infraestrutura

### Comunicações
O sistema de telefones automáticos foi inaugurado na cidade em 1974 pela Telecomunicações de São Paulo (TELESP), que também implantou o sistema de discagem direta à distância (DDD) em 1979 com o código de área (0162). Anteriormente a cidade era atendida pela Companhia Telefônica Brasileira (CTB).
Na década de 90 o código DDD da cidade foi alterado para (016), para padronização do sistema telefônico com a telefonia celular que estava sendo implantada em todo o estado.

## Religião
O Cristianismo se faz presente na cidade da seguinte forma:

### Igreja Católica
O município pertence à Diocese de São Carlos.
- Paróquia De Santa Luzia - Matriz
- Paróquia De Santo Antônio - Jardim Nova Santa Lúcia
- Paróquia De Nossa Senhora Aparecida - Jardim Esperança

### Igrejas Evangélicas
- Assembleia de Deus Ministério do Belém.[17][18]
- Congregação Cristã no Brasil.[19]